# October Tour
L'October Tour è stato il sesto tour degli U2 tra il 1981 e il 1982 a supporto del loro album omonimo.

## Itinerario
Esso consiste in cinque leg: tre in Europa e due in Nord America per un totale di 102 concerti. Nella prima data tenutasi al Castello di Slane, in Irlanda, in occasione dello Slane Castle Festival furono in realtà gli U2 a fare da gruppo di supporto ai Thin Lizzy e solo vent'anni dopo ci sarebbero tornati da protagonisti. Come per il precedente Boy Tour, l'ultima leg, che comprende 9 show, è da inserirsi nell'ambito dell'European Summer Festival. L'October Tour, ospitato in piccole strutture, è uno dei più brevi nella storia della band.

## Scaletta
L'ordine delle tracce incluse nella scaletta variava ad ogni tappa ma prevedeva sempre otto canzoni dell'album October e dieci di Boy. Canzoni invece come: Rejoice, Another Time, Another Place, With a Shout (Jerusalem), e Fire sono state escluse dalla setlist verso la fine del Tour. La maggior parte dei concerti iniziavano con Gloria e terminavano con The Ocean.

### Canzoni suonate[3]
| Boy (1980)        | I Will Follow (91) - An Cat Dubh (72) - Into The Heart (72) - Out Of Control (72) - The Electric Co. (72) - Twilight (58) - Another Time, Another Place (54) - The Ocean (53) - A Day Without Me (35) - Stories For Boys (35) |
| October (1981)    | Gloria (75) - I Threw A Brick Through A Window (71) - Rejoice (70) - I Fall Down (65) - October (51) - Fire (49) - With A Shout (25) - Tomorrow (3)                                                                           |
| Non-album singles | 11 O'Clock Tick Tock (63) - A Celebration (9) |
| B-sides           | Boy-Girl (2) - Things To Make And Do (1) |
| Cover             | Southern Man (11) - Twist And Shout (1) |

## Curiosità
Durante l'October Tour sono state numerose le risse scoppiate tra la folla per vari motivi durante il concerto e che Bono ha cercato (spesso senza successo) di sedare. In particolare nella data di Amburgo, Germania, del 3 novembre 1981, la band doveva esibirsi insieme agli Psychedelic Furs. Ma quando il pubblico apprese che ciò non sarebbe avvenuto e che quindi gli U2 sarebbero stati l'unico gruppo a salire sul palco, cominciò a dimostrarsi ostile nei loro confronti, costringendoli a non eseguire l'encore per ovvi motivi.

### Date del tour
| №         | Data             | Città           | Nazione     | Luogo                             |
| --------- | ---------------- | --------------- | ----------- | --------------------------------- |
| Prima Leg |                  |                 |             |                                   |
| Europa I  |                  |                 |             |                                   |
| 1         | 16 agosto 1981   | Slane           | Irlanda     | Slane Castle Festival             |
| 2         | 23 agosto 1981   | Londra          | Inghilterra | Paris Cinema Studio               |
| 3         | 29 agosto 1981   | Gateshead       | Inghilterra | Greenbelt Arts And Music Festival |
| 4         | 30 agosto 1981   | Gateshead       | Inghilterra | International Stadium             |
| 5         | 31 agosto 1981   | Edimburgo       | Scozia      | Coasters                          |
| 6         | 1º ottobre 1981  | Norwich         | Inghilterra | University Of East Anglia         |
| 7         | 2 ottobre 1981   | Nottingham      | Inghilterra | Rock City Festival                |
| 8         | 3 ottobre 1981   | Salford         | Inghilterra | University                        |
| 9         | 4 ottobre 1981   | Glasgow         | Scozia      | Tiffany's                         |
| 10        | 6 ottobre 1981   | Coventry        | Inghilterra | Warwick University                |
| 11        | 7 ottobre 1981   | Leicester       | Inghilterra | Polytechnic                       |
| 12        | 8 ottobre 1981   | Sheffield       | Inghilterra | Lyceum                            |
| 13        | 9 ottobre 1981   | Newcastle       | Inghilterra | Mayfair Rock Club                 |
| 14        | 10 ottobre 1981  | Liverpool       | Inghilterra | Royal Court Theater               |
| 15        | 12 ottobre 1981  | Brighton        | Inghilterra | Top Rank                          |
| 16        | 13 ottobre 1981  | Portsmouth      | Inghilterra | Locarno Festival                  |
| 17        | 14 ottobre 1981  | Cardiff         | Galles      | Top Rank                          |
| 18        | 16 ottobre 1981  | Stoke           | Inghilterra | King's Hall                       |
| 19        | 17 ottobre 1981  | Bracknell       | Inghilterra | Sports Centre                     |
| 20        | 18 ottobre 1981  | Bristol         | Inghilterra | Locarno Festival                  |
| 21        | 19 ottobre 1981  | Birmingham      | Inghilterra | Locarno Festival                  |
| 22        | 20 ottobre 1981  | Leeds           | Inghilterra | Tiffany's                         |
| 23        | 21 ottobre 1981  | Hemel Hempstead | Inghilterra | Pavilion                          |
| 24        | 24 ottobre 1981  | Deinze          | Belgio      | Brielport                         |
| 25        | 25 ottobre 1981  | Herenthout      | Belgio      | Zaal Lux                          |
| 26        | 26 ottobre 1981  | Parigi          | Francia     | Élysée Montmartre                 |
| 27        | 28 ottobre 1981  | Leida           | Paesi Bassi | Stadsgehoorzaal                   |
| 28        | 29 ottobre 1981  | Tilburg         | Paesi Bassi | De Harmonie                       |
| 29        | 30 ottobre 1981  | Amsterdam       | Paesi Bassi | Paradiso                          |
| 30        | 31 ottobre 1981  | Arnhem          | Paesi Bassi | Stokvishal                        |
| 31        | 1º novembre 1981 | Rotterdam       | Paesi Bassi | De Lantaarn                       |
| 32        | 3 novembre 1981  | Amburgo         | Germania    | Fabrik                            |
| 33        | 4 novembre 1981  | Berlino         | Germania    | The Metropol                      |

| Numero         | Data             | Città                     | Nazione               | Luogo                   |
| -------------- | ---------------- | ------------------------- | --------------------- | ----------------------- |
| Seconda Leg    |                  |                           |                       |                         |
| Nord America I |                  |                           |                       |                         |
| 34             | 13 novembre 1981 | Albany, NY                | Stati Uniti           | J.B. Scott's            |
| 35             | 14 novembre 1981 | Boston, Massachusetts     | Stati Uniti           | The Orpheum Theater     |
| 36             | 15 agosto 1981   | New Haven, Connecticut    | Stati Uniti           | Toad's Place            |
| 37             | 17 novembre 1981 | Providence, Rhode Island  | Stati Uniti           | Center Stage            |
| 38             | 18 novembre 1981 | Filadelfia, Pennsylvania  | Stati Uniti d'America | Ripley's Music Hall     |
| 39             | 20 novembre 1981 | New York, NY              | Stati Uniti           | The Ritz                |
| 40             | 21 novembre 1981 | New York, NY              | Stati Uniti           | The Ritz                |
| 41             | 22 novembre 1981 | New York, NY              | Stati Uniti           | The Ritz                |
| 42             | 24 novembre 1981 | Passaic, New Jersey       | Stati Uniti           | Hitsville North         |
| 43             | 25 novembre 1981 | Asbury Park, New Jersey   | Stati Uniti           | Hitsville South         |
| 44             | 28 novembre 1981 | Los Angeles, California   | Stati Uniti           | Hollywood Palladium     |
| 45             | 29 novembre 1981 | San Francisco, California | Stati Uniti           | Warfield Theater        |
| 46             | 1º dicembre 1981 | Atlanta, Georgia          | Stati Uniti           | The Agora               |
| 47             | 2 dicembre 1981  | Nashville, Tennessee      | Stati Uniti           | Vanderbilt University   |
| 48             | 4 dicembre 1981  | Detroit, Michigan         | Stati Uniti           | Royal Oak Music Theater |
| 49             | 5 dicembre 1981  | Grand Rapids, Michigan    | Stati Uniti           | Fountain Street Church  |
| 50             | 6 dicembre 1981  | Chicago, Illinois         | Stati Uniti           | Park West               |
| 51             | 7 dicembre 1981  | Lansing, Michigan         | Stati Uniti           | Dooley's                |
| 52             | 8 dicembre 1981  | Cleveland, Ohio           | Stati Uniti           | The Agora               |
| 53             | 10 dicembre 1981 | Buffalo, NY               | Stati Uniti           | Uncle Sam's             |
| 54             | 11 dicembre 1981 | Washington                | Stati Uniti           | Ontario Theater         |
| 55             | 12 dicembre 1981 | Hartford, Connecticut     | Stati Uniti           | Stage West              |
| 56             | 13 dicembre 1981 | Lido Beach, NY            | Stati Uniti           | Malibu Night Club       |

| Numero    | Data             | Città   | Nazione     | Luogo                     |
| --------- | ---------------- | ------- | ----------- | ------------------------- |
| Terza Leg |                  |         |             |                           |
| Europa II |                  |         |             |                           |
| 57        | 20 dicembre 1981 | Londra  | Inghilterra | Lyceum Ballroom           |
| 58        | 21 dicembre 1981 | Londra  | Inghilterra | Lyceum Ballroom           |
| 59        | 23 gennaio 1982  | Galway  | Irlanda     | Leisureland               |
| 60        | 24 gennaio 1982  | Cork    | Irlanda     | City Hall                 |
| 61        | 26 gennaio 1982  | Dublino | Irlanda     | Royal Dublin Society Hall |

| Numero          | Data             | Città                     | Nazione     | Luogo                                         |
| --------------- | ---------------- | ------------------------- | ----------- | --------------------------------------------- |
| Quarta Leg      |                  |                           |             |                                               |
| Nord America II |                  |                           |             |                                               |
| 62              | 11 febbraio 1982 | New Orleans, Louisiana    | Stati Uniti | SS President Riverboat                        |
| 63              | 13 febbraio 1982 | Austin, Texas             | Stati Uniti | Opry House                                    |
| 64              | 14 febbraio 1982 | San Antonio, Texas        | Stati Uniti | Cardi's                                       |
| 65              | 15 febbraio 1982 | Houston, Texas            | Stati Uniti | Cardi's                                       |
| 66              | 16 febbraio 1982 | Dallas, Texas             | Stati Uniti | Cardi's                                       |
| 67              | 17 febbraio 1982 | Oklahoma City, Oklahoma   | Stati Uniti | Jammys                                        |
| 68              | 19 febbraio 1982 | Saint Louis, Missouri     | Stati Uniti | Night Moves                                   |
| 69              | 21 febbraio 1982 | Minneapolis, Minnesota    | Stati Uniti | First Avenue                                  |
| 70              | 22 febbraio 1982 | Madison, Wisconsin        | Stati Uniti | Headliners                                    |
| 71              | 23 febbraio 1982 | Champaign, Illinois       | Stati Uniti | University Of Illinois Auditorium             |
| 72              | 25 febbraio 1982 | Kansas City, Missouri     | Stati Uniti | Uptown Theater                                |
| 73              | 27 febbraio 1982 | Denver, Colorado          | Stati Uniti | Rainbow Music Hall                            |
| 74              | 28 febbraio 1982 | Fort Collins, Colorado    | Stati Uniti | Colorado State University Community Center    |
| 75              | 3 marzo 1982     | Fort Myers, Florida       | Stati Uniti | Lee County Arena                              |
| 76              | 4 marzo 1982     | West Palm Beach, Florida  | Stati Uniti | West Palm Beach Auditorium                    |
| 77              | 5 marzo 1982     | Tampa, Florida            | Stati Uniti | Curtis Hixon Convention Hall                  |
| 78              | 6 marzo 1982     | Tallahassee, Florida      | Stati Uniti | Leon County Arena                             |
| 79              | 10 marzo 1982    | Knoxville, Tennessee      | Stati Uniti | University of Tennessee                       |
| 80              | 11 marzo 1982    | Atlanta, Georgia          | Stati Uniti | Civic Center                                  |
| 81              | 12 marzo 1982    | Memphis, Tennessee        | Stati Uniti | North Hall Auditorium                         |
| 82              | 13 marzo 1982    | Louisville, Kentucky      | Stati Uniti | Louisville Gardens                            |
| 83              | 14 marzo 1982    | Indianapolis, Indiana     | Stati Uniti | Indiana Convention Center                     |
| 84              | 16 marzo 1982    | Amherst (Massachusetts)   | Stati Uniti | University Of Massachusetts Bowker Auditorium |
| 85              | 17 marzo 1982    | New York, NY              | Stati Uniti | The Ritz                                      |
| 86              | 18 marzo 1982    | New York, NY              | Stati Uniti | The Ritz                                      |
| 87              | 19 marzo 1982    | Garden City, NY           | Stati Uniti | Nassau County Community College Ballroom      |
| 88              | 20 marzo 1982    | Providence, Rhode Island  | Stati Uniti | Alumnae Hall - Brown University               |
| 89              | 25 marzo 1982    | Phoenix, Arizona          | Stati Uniti | Coliseum                                      |
| 90              | 26 marzo 1982    | San Diego, California     | Stati Uniti | San Diego Sports Arena                        |
| 91              | 27 marzo 1982    | Los Angeles, California   | Stati Uniti | Sports Arena                                  |
| 92              | 29 marzo 1982    | San Francisco, California | Stati Uniti | Civic Center                                  |
| 93              | 30 marzo 1982    | San Francisco, California | Stati Uniti | Civic Center                                  |

| Numero                   | Data           | Città           | Nazione     | Luogo                  |
| ------------------------ | -------------- | --------------- | ----------- | ---------------------- |
| Quinta Leg               |                |                 |             |                        |
| European Summer Festival |                |                 |             |                        |
| 94                       | 14 maggio 1982 | Hattem          | Paesi Bassi | 'T Heem                |
| 95                       | 1º luglio 1982 | Leida           | Paesi Bassi | Groenoordhallen        |
| 96                       | 2 luglio 1982  | Roskilde        | Danimarca   | Festival Grounds       |
| 97                       | 3 luglio 1982  | Torhout         | Belgio      | Festival Grounds       |
| 98                       | 4 luglio 1982  | Werchter        | Belgio      | Festival Grounds       |
| 99                       | 18 luglio 1982 | Dublino         | Irlanda     | Punchestown Racecourse |
| 100                      | 31 luglio 1982 | Gateshead       | Inghilterra | International Stadium  |
| 101                      | 3 agosto 1982  | Vilar De Mouros | Portogallo  | Sconosciuto            |
| 102                      | 7 agosto 1982  | Turku           | Finlandia   | Ruisrock Festival      |

## Gruppi di supporto
- Comsat Angels
- Phatom Limb
- Wall of Voodoo
- Romeo Vid
- The Vers
- Bow Wow Wow
- David Johasen